# Хейс, Айзек Израэль
А́йзек И́зраэль Хейс (англ. Isaac Israel Hayes; 5 марта 1832, Честер, Пенсильвания — 17 декабря 1881, Нью-Йорк) — американский медик и исследователь Арктики. Наиболее известен как апологет теории «открытого полярного моря», согласно которой во время полярного дня широты выше 85° с. ш. свободны ото льда.
Происходил из квакерского семейства, получил образование медика в Пенсильванском университете. Сразу после получения докторской степени в 1853 году нанялся врачом в экспедицию Илайши Кейна, формально направленную на поиски пропавшей партии Джона Франклина. Хейс, командуя санным отрядом, в 1854 году достиг острова Элсмир, однако, из-за перспектив остаться на вторую зимовку, поднял мятеж и безуспешно пытался достичь Упернавика в Гренландии. В 1860 году Хейс организовал на собранные частным образом средства ещё одну экспедицию, рассчитывая достигнуть 85-й параллели, за которой предполагал существование открытого полярного моря. Существование этого моря путешественник экстраполировал из факта вскрытия льдов пролива Кеннеди в зимний сезон. Экспедиция была омрачена смертью немецкого астронома Августа Зонтага и эпидемией среди ездовых собак. После возвращения Хейс утверждал, что достиг широты 81°35´ и увидел открытое море, что оспаривалось последующими исследователями. Действительным его достижением была разведка «американского пути» к Северному Ледовитому океану, а также понимание эффективности использования навыков выживания гренландских эскимосов, участвовавших в его экспедиции. Удостоен членства в Американском философском обществе (1863), а также золотых медалей Королевского и Парижского географических обществ.
Предполагаемая арктическая сенсация была перечёркнута гражданской войной в США, во время которой Хейс служил в крупном военном госпитале Саттерли в Филадельфии, поднявшись в звании до полковника медицинской службы. В 1869 году участвовал в третьей экспедиции в Гренландию, в которой фактически оказался туристом. В 1874 году совершил короткое плавание в Исландию. В период 1875—1881 годов несколько раз переизбирался в Ассамблею штата Нью-Йорк от Республиканской партии, однако из-за конфликта с нью-йоркскими олигархами потерпел неудачу как политик и вскоре скончался от сердечного заболевания. Несмотря на большую общественную активность и репутацию, полученную в научном сообществе США, Айзек Израэль Хейс был практически позабыт ещё при жизни. Первая его биография увидела свет только в 2009 году.

## Происхождение. Годы становления (1832—1853)

### Генеалогия
Плотник Генри Хейс из деревни Фалуэлл в Оксфордшире, являясь последователем учения квакеров, в 1705 году в сопровождении жены и шестерых детей отправился колонизировать Новый Свет. Ему удалось сделаться владельцем 1500 акров (607 га) земли на территории нынешнего округа Честер штата Пенсильвания. Семейство почти сразу стало процветающим: в поместье у Хейсов родилось ещё десять детей, а Генри был избран в провинциальную ассамблею колонии Пенсильвания и даже стал окружным судьёй. Будущий полярник происходил от третьего сына — Джозефа Хейса, который в 1727 году вступил в брак с Джин Вудуард из квакерской общины, и вёл хозяйство на выделенной ему доле отцовской земли. Младший из шести детей Джозефа и Джин — Калеб — около 1800 года участвовал в великом квакерском исходе в Огайо. Первенец Калеба и Джин — Айзек Хейс (дед Айзека Израэля), родился в 1762 году, и единственный остался в Пенсильвании; он принадлежал пресвитерианской церкви. В 1794 году Айзек женился на Саре Уолтон (из квакеров) и переселился на территорию современного тауншипа Ист-Фоллоуфилд. Поначалу они заключили гражданский брак, но в 1799 году Айзек вернулся в лоно квакерской общины Ист-Фоллоуфилд, относящейся к London Grove Monthly Meeting, и придерживался этого исповедания все 43 года оставшейся жизни. У Хейсов было семеро детей, младший из которых — Бенджамин (отец Айзека Израэля) — родился 24 августа 1804 года, вёл жизнь фермера, и 16 ноября 1826 года обвенчался с Энн Бортон из квакерской общины Нью-Джерси. В 1828 году квакерская община переживала раскол, в результате которого Бенджамин и Энн остались приверженцами «ортодоксии» (противостоящей толку Элиаса Хикса) и старшими по возрасту в общине своего округа. Окончательно их община прекратила существование в 1838 году. В августе 1828 года у Бенджамина и Энн родилась дочь Мэри, а в 1830 году — сын-первенец Джейкоб Бортон. Хейсы к этому времени владели фермой в 113 акров (45,7 га) в округе Честер, где имелся каменный двухэтажный дом с пятью комнатами и отдельной поварней.

### Детство, отрочество, школьные годы
Второй сын и третий ребёнок Хейсов, названный Айзеком Израэлем, появился на свет на семейной ферме 5 марта 1832 года. В 1834 году у него появился младший брат Эдуард, а в 1840 году — младшая сестра Энн. По воспоминаниям племянника, семейство было дружным, детей не ущемляли, они обладали достаточным временем для проказ и физической активности, при этом Айзек Израэль обучился многим ручным ремёслам, а также пристрастился к книгам о путешествиях и приключениях. Как и его остальные братья и сёстры, он нёс свою долю работ на ферме, например, заботился о двух бычках. Судя по единственному сохранившемуся письму Энн Хейс дочери Мэри, семья была глубоко религиозной. Бенджамин Хейс с 1831 года состоял в комитете по созданию квакерской школы. Старшие сыновья Джейкоб и Айзек Израэль обучались в частной школе Томаса Харви, основанной в 1840 году, а далее 14-летний Айзек перешёл в Уэсттаунскую школу-интернат, которую содержала квакерская община и в которой обучались все пятеро Хейсов. Братья Джейкоб и Айзек одновременно поступили в один класс в 1846 году; обучение было разбито на два семестра, завершавшихся в апреле и октябре (квакеры не празднуют Рождества, Нового года и Дня благодарения). Будущий путешественник обучался в Уэсттаунской школе четыре семестра; стоимость обучения составляла 40 долларов за семестр. Родителям запрещалось навещать детей или забирать их домой во время семестра; хотя в школе обучалось почти равное число мальчиков и девочек, они были разделены и даже братья и сёстры не могли навещать друг друга во внеучебное время. День начинался с шести часов утра; утренняя побудка и одевание, а также проходы на еду и занятия осуществлялись строем по двое в молчании. Ученики в обязательном порядке изучали Библию, а также греческий и латинский языки, однако основной упор делался на практические навыки и естественные науки. Занятия завершались в половине девятого вечера. В библиотеке отсутствовала художественная литература (был исключён даже Шекспир), при посещениях школьников родителями или родственниками запрещалось передавать газеты.
В апреле 1849 года Айзек Израэль после успешного окончания школы был принят ассистентом учителя математики и гражданской инженерии без жалованья; эту позицию он занимал до 1851 года; отец согласился оплачивать его нужды. Молодой человек участвовал в основании школьной Литературной ассоциации, издававшей собственную газету «Кабинет», также он стал секретарём Ассоциации. Это был дискуссионный клуб, на еженедельных собраниях которого зачитывались подготовленные учителями и учениками эссе по естественным наукам и проводились диспуты на разнообразные темы. Однажды обсуждали, кто — мужчины или женщины — оказывает бо́льшее влияние на общественную жизнь (голосование постановило, что женщины). Обсуждались также вопросы церковной истории, разбирался текст Великой хартии вольностей и устраивались чтения речей Джона Адамса. Биограф Хейса — Дуглас Уомсли — отметил, что публикации в школьной газете отражали два главных интереса в жизни Айзека Израэля — политику и полярные исследования. В июне 1850 года в «Кабинете» была перепечатана заметка об экспедиции Франклина. В марте 1851 года школа оказалась поражена эпидемией тифа, из-за чего семестр завершился на три недели раньше положенного срока, а Хейс расстался с работой и вернулся на родительскую ферму.

### Студент-медик (1851—1853)
В воспоминаниях племянника Хейса — Джорджа Бейли — содержится упоминание, что Айзек Израэль пытался устроиться учителем в школу, расположенную близ Уэст-Марлборо, но быстро разочаровался в царящих там порядках, особенно палочной дисциплине. Далее он думал о карьере юриста, но отец волевым решением направил среднего сына на обучение медицине к другу семьи — квакеру-ортодоксу — Сэмюэлу Харри. За 17-недельный практический курс медицины Бенджамин Хейс заплатил 34 доллара и столько же за комнату и бытовые нужды обучаемого. Доктор Харри после этого рекомендовал Айзека Хейса в Медицинскую школу Пенсильванского университета. В сентябре 1851 года в списках университета появился новый студент-медик. Годы обучения плохо документированы, но нет сомнения, что он продолжал работать у доктора Харри, так как этого требовала программа обучения. Судя по упоминаниям в переписке, Хейс также проходил практику в одной из филадельфийских больниц. Попечение над ним взяла местная квакерская община, известная строгостью правил, а университетским другом и соучеником стал Джон Лайт Этли-младший, сын знаменитого врача.
В Филадельфии впервые документируется общение Хейса с представительницей противоположного пола: подругой студента-медика стала дочь врача Рене Несбит Таунсенд, которую Д. Уомсли характеризовал как «первую и единственную любовь» в жизни Айзека Израэля. Таунсенды принадлежали к высшему классу и состояли с Хейсами в отдалённом родстве; Айзека принимали в их доме. Несмотря на то, что воскресные дни Хейс посвящал возлюбленной (из-за чего даже временами пропускал молитвенные собрания), он поставил перед собой цель завершить курс медицины за два года. Причиной стало увлечение проектом путешествия в Арктику. Сохранилось письмо от 3 января 1853 года, адресованное Илайше Кенту, который через газеты огласил план поиска пропавшей экспедиции Франклина. Ответ задерживался, в письме, адресованном сестре Мэри от 6 февраля Айзек писал, что обескуражен. Впрочем, он успешно сдал квалификационные экзамены (30 марта) и подготовил текст диссертации на тему огнестрельных ранений, что несколько необычно для квакера: доктрина этого учения была последовательно пацифистской. В апреле, уже получив медицинскую степень, Хейс впервые встретился с И. Кентом, и эта встреча была освещена в газетах того времени. Согласно Дж. Бейли, Айзек даже успел открыть собственную практику, но стремился путешествовать. Так как арктические перспективы оставались неопределёнными, Хейс подал заявку в военно-морской флот на вакансию судового врача и готовился отправиться в экспедицию в Скалистые горы. Приглашение от Кейна войти в состав его команды пришло 16 мая 1853 года.

## Вторая Гриннелловская экспедиция (1853—1855)

### Отправление и первая зимовка
Спонсор Кейна — Генри Гриннелл (по имени которого называлась экспедиция) — доверил начальнику подбор команды из 18 человек, включая судового врача. Официально списки команды не публиковались, и Айзек Хейс оставался в неведении о судьбе своей заявки чуть ли не до времени отправления в путь. Получив приглашение на личное собеседование 16 мая 1853 года, молодой выпускник-медик немедленно отбыл в Нью-Йорк и произвёл на будущего начальника благоприятное впечатление, единственным условием стало родительское согласие. Поскольку семейство Хейсов было в курсе желаний Айзека и было знакомо с его перепиской с Кейном, отец подписал все необходимые бумаги, хотя не слишком одобрял решения сына. Напоследок Айзек Израэль снял номер в фешенебельном отеле «Дельмонико». Он впервые находился за пределами Филадельфии и Пенсильвании и чувствовал себя, по собственному выражению, «сущим ничтожеством». Провожала его сестра Мэри, которая встречала брата 18 месяцев спустя. Отправление в субботу, 26 мая не состоялось из-за непогоды. Дополнительным раздражающим фактором стало то, что Хейс не получил ответа от военно-морского ведомства относительно своей заявки. Командир Кейн и офицеры приняли врача-новичка очень тепло и он вписался в круг кают-компании бригантины «Эдванс», особенно сдружившись с астрономом-немцем Августом Зонтагом. В последний момент в Нью-Йорк приехал и Бенджамин Хейс, чтобы дать сыну родительское напутствие, чем сильно повысил моральный дух Айзека. Бенджамина сопровождал потенциальный тесть — отец Рене — доктор Чарльз Таунсенд. Отплытие состоялось только 30 мая.
За 10 дней «Эдванс» достигла Ньюфаундленда, а побережье Гренландии завидели 27 июня, 30-го прибыли в Фискернес. У Кейна имелось открытое письмо датского правительства, предписывающее правительственным агентам помогать американцам в приобретении по справедливым ценам необходимых припасов, меховой одежды, ездовых собак, обеспечить наём датчан или эскимосов. Кенту рекомендовали 19-летнего Ганса Хендрика, который уже зарекомендовал себя как опытный охотник и проводник. После Готхоба впервые проявились трения в отношении Кейна с командой: начальник явно злоупотреблял своим правом назначать наказания. 17 июля добрались до Прёвена, где Хейс впервые увидел эскимосов в естественной среде обитания и побывал в каменном стационарном иглу. В этом поселении впервые испытали дагеротипную камеру. Поскольку не удалось закупить достаточно меха, собак и саней, Кейн оставил свою команду на старшего помощника и вместе с китобоями отправился вдоль побережья за недостающим снаряжением. В Упернавике «Эдванс» оказалась 20 июля: здесь число собак довели до 40, что начальник считал достаточным для реализации своих целей. Также в состав команды вошёл датчанин Карл Петерсен — опытный погонщик собак, ледовый штурман и знаток эскимосских наречий. 6 августа экспедиция вошла в пролив Смита, продвижение по которому до зимней стоянки длилось тридцать дней, большей частью «Эдванс» был блокирован почти непроходимыми ледяными полями. 26 августа на борту возник первый серьёзный дисциплинарный кризис: Петерсен с самого начала заявлял о неготовности экспедиции к зимовке, но открытый вызов командиру бросил нью-йоркский моряк Уильям Годфри, которого Кейн ещё в июле подверг четырёхдневному заключению на нижней палубе на хлебе и воде. Годфри заявил во всеуслышание, что отказывается зимовать и команда должна вернуться на юг. Кейн немедленно созвал всех офицеров и устроил письменный опрос (оказавшийся не вполне анонимным) о поддержке целей экспедиции; в итоге на стороне командира оказался один только первый помощник Генри Брукс. Остальные выступали за отступление на юг и зимовку в одной из датских колоний. Кейн в ответ объяснял важность максимального продвижения на север, чтобы начинать санные походы для поисков Франклина. В результате команда была вынуждена смириться и исполнять приказы.
Для зимовки, начавшейся 10 сентября 1853 года, избрали хорошо защищённую от ветров и морского льда бухту, названную в честь загородного поместья Кейна Ренсселер-харбор. На ближайшем острове Батлер разместили аварийный склад провианта, куда заложили бочки с солёным лососем, форелью и треской, маринованной капустой и сушёными стейками, нанизанными на леску. Зонтаг развернул обсерваторию на острове Ферн-Рок, где поставили отапливаемую хижину с инструментами и отдельную метеобудку и павильон для магнитных исследований. Команда зимовала на судне, для этого на верхней палубе возвели вентилируемую надстройку, отапливаемую от камбузной печи. Собак сначала запустили в сооружённые на Батлере конуры, но те предпочитали спать прямо на снегу в небольшом удалении от «Эдванса», чтобы слышать человеческие голоса. В октябре команду, в том числе и Хейса, стали учить обращаться с собачьими упряжками. Далее вместе с Мортоном и Блейком Хейс отправился к побережью Элсмира с заданием пройти как можно севернее по проливу и установить там термометр-самописец. Передвижение по изломанным льдам оказалось «обескураживающим»: в первый день удалось пройти не более пяти миль. Хейс потом оценивал этот поход как катастрофический, впрочем, Кейн был вполне удовлетворён результатами. Далее командир приказал бороться с крысами, завезёнными в трюме из Нью-Йорка: Айзек Хейс изготовил «самую отвратительную смесь, какую только можно себе представить» из серы, кайенского перца, табака и мышьяка, которую жгли в четырёх жаровнях, окуривая все жилые помещения. Команда в ту ночь спала на морозе, укрываясь шкурами бизонов. Поскольку крысы выжили, Кейн велел заделать все щели и жечь уголь, чтобы все помещения заполнились угарным газом. Жертвой чуть не стал повар-француз, которому что-то понадобилось на камбузе, а также сам командир, спустившийся на инспекцию; крысиных трупов насчитали всего двадцать восемь. Более попыток химической атаки не предпринималось. В ноябре Кейн попытался устроить общее собрание, на котором были распределены работы на весь период полярной ночи, дабы «провести зиму способом, способствующим гармонии и счастью». Было решено издавать газету (эта затея продержалась недолго), играть в футбол, охотиться на песцов; для матросов устроили школу, а Хейсу поручили дискуссионный клуб. Рождество отпраздновали торжественным ужином, а за богослужением читали Нагорную проповедь. Смутьян Годфри вскрыл бочонок спирта, припасённого для консервирования биологических образцов, за что был закован в кандалы.
Во время полярной ночи И. Кейн ввёл чёткий распорядок жизни. Подъём объявляли в половине восьмого утра, после чего открывали люки для проветривания и спускались к завтраку из сухарей, свинины, картофеля и сушёных яблок. Пили чай и кофе, дозволялось также курить. С девяти утра начинались работы: Кейн занимался картографией и контролировал всех своих людей, а также тренировал собак, Зонтаг снимал показания магнитных приборов и занимался небесными наблюдениями, Хейс копировал судовые журналы и судовую документацию на случай оставления судна. Обед был скудным, состоя из маленькой порции маринованной капусты, сушёных персиков и картофеля; примерно таково же было меню ужина, который подавался в шесть пополудни. Далее следовал ежевечерний ритуал докладов командира, который подписывал дневные записи в судовом журнале и дневниках научных и метеорологических измерений. Вечером команда предавалась чтению или играм в шахматы и карты; отмечалась почти поголовная бессонница. Психологический климат на борту был угнетающим. Американцы впервые столкнулись с явлениями полярной ночи, когда в дни новолуния, находясь на палубе, было невозможно пересчитать пальцев на руках. Годфри утверждал, что небо в полярную ночь напоминало купол из гранита или свинца, и внушало «трепет ужаса». Угнетены были не только люди, но и собаки: в январе личные псы Кейна породы ньюфаундленд стали демонстрировать симптомы психического расстройства: у них происходили приступы, напоминающие эпилептические, переходящие в «настоящее безумие» — собаки неистово лаяли на пустое место, беспрестанно ходили взад и вперёд, часами лежали неподвижно, а затем начинали выть и вести себя так, будто их преследовали. Часть собак умирала через тридцать шесть часов после появления симптомов, но некоторые продержались пару недель; нескольких Кейн пристрелил, чтобы прекратить их страдания. В результате к восходу солнца уцелело всего семь собак, а умерли сорок. Ситуация усугублялась неприспособленностью жилых помещений к морозам, что приводило к перерасходу топлива. В помещениях поддерживалась температура 10 °F (−12 °C); вдобавок светильное масло закончилось очень быстро, и приходилось жить при коптилках с хлопковыми фитилями, распространявших «невыносимый угар». Из команды только два человека избежали цинги. Кейн писал в дневнике: «Я чувствую, что мы ведём борьбу не на живот, а на смерть с непреодолимыми силами природы. И полярная ночь, и полярный день старят человека быстрее и неумолимее, чем целый год, проведённый где-нибудь в ином месте нашей многострадальной земли».

### Весна и лето 1854 года
Солнце взошло в середине февраля 1854 года, после чего 21-го числа Илайша Кейн провёл первую разведку на местности: предстояло пересечь пролив Смита на дистанцию 75 миль (121 км), чтобы основать провиантский склад на побережье острова Элсмир. 18 марта провели испытания больших саней, на которые устанавливалась лодка, в результате чего оказалось, что восемь человек едва могут сдвинуть их с места. Пришлось убрать шлюпку и сократить груз на четверть. 19 марта при температуре −49 °F (−45 °C) партия под командованием Генри Брукса выступила в ледовый поход. Сразу оказалось, что сани всё ещё перегружены, а полозья слишком узкие и плохо скользят, в первый день партия прошла всего пять миль и встала на ночёвку в виду своего корабля. Обеспокоенный Кейн запряг оставшихся собак и проинспектировал своих людей; Петерсен уверил его, что сани выдержат, хотя скорость движения будет невелика. Командир сразу вернулся, и немедленно заставил плотника построить сани по чертежам Британского Адмиралтейства, у которых были широкие полозья и брезентовый полог. В половине четвёртого утра, погрузив на эти сани 200 фунтов (91 кг) пеммикана, Кейн с четырьмя моряками дотащил сани до ночёвочной стоянки, и, никого не будя, перепаковал груз. На следующий день потеплело до −22 °F (−30 °C), и группа Брукса легко прошла 12 миль. Далее в течение двух недель от них не было никаких известий, и лишь поздно ночью 31 марта на «Эдванс» явились Зонтаг, Ульсен и Петерсен, почти потерявшие человеческий облик. Они сообщили, что остальные пятеро умирают в маленькой палатке. После выхода за пределы видимости группа Брукса была остановлена бураном. На десятый день похода, пройдя не более 40 миль, начальник партии приказал повернуть. Ночью мороз достиг −57 °F (−49 °C), после чего оказалось, что четверо отморозили ноги так, что не могли даже стоять. Наименее пострадавшие члены партии отправились в метель, пройдя 12 часов без пищи и питья до «Эдванса». Кейн оставил командовать на борту Айзека Хейса, ибо три моряка были больны цингой в критической стадии, взял всех более или менее крепких матросов, а проводником взялся быть Ульсен, как сохранивший ясность мышления (у Зонтага начался бред). Его замотали в шкуры бизонов и положили на сани, но вскоре он потерял сознание. Люди страдали от холода, Кейн дважды проваливался сквозь снежную кашу, но после 21-часового безостановочного перехода палатка с американским флагом была найдена. Все пятеро были ещё живы. Обратный путь оказался драматическим, однако из всех участников предприятия двоим пришлось ампутировать по три пальца на ноге, а ещё двоим — повару Шуберту и матросу Бейкеру — командир отрезал ступни выше лодыжки. От последствий операции умерли оба: 8 апреля Бейкер от столбняка (Кейн в дневнике отметил, что страдания его были «ужасны», а агония растянулась на шесть часов), а Шуберт ещё позже от бактериальной инфекции. Сам Кейн в момент прибытия на борт находился в невменяемом состоянии, и сам вспоминал, как приказал Хейсу «свистать всех на корму и взять два рифа в дымоходе». Впрочем, он оправился быстрее всех.
Несмотря на скверное состояние, 25 апреля Кейн отправил пешую партию Макгэри на север. 26 апреля командир на единственной собачьей упряжке также отправился по их следам, оставив на бриге девять человек команды, шестеро из которых были инвалидами на попечении доктора Хейса. Пешая группа и партия Кейна следовали гренландским побережьем на север параллельными курсами, но вечером сближались. Через неделю началась метель, которую люди, поголовно больные цингой, оказались не в состоянии перенести. 3 мая они достигли продовольственного склада, заложенного прошлым летом, обнаружив, что он разорён белыми медведями. 4 мая Кейн почувствовал сильнейшую боль за грудиной, и он отморозил левую ногу, затем у него начался бред. Не дожидаясь неприятностей, остальные члены команды повернули на юг, поднявшись на борт «Эдванса» через десять дней. Хейс поставил начальнику диагноз «цинга, осложнённая тифом», тогда как современные специалисты утверждают, что налицо были симптомы эндокардита на фоне сильного переохлаждения. Только 20 мая Илайша Кент Кейн возобновил ведение дневника. Поскольку миновала годовщина выхода экспедиции из Нью-Йорка, а морские льды не демонстрировали подвижек или предвестия их вскрытия, 20 мая Кейн отправил доктора Хейса на единственной собачьей упряжке в сопровождении матроса Годфри к побережью Элсмира. Хейс умел обращаться с геодезическими инструментами, и его поход длился 12 дней, после чего он шесть недель страдал от снежной слепоты, не в состоянии письменно зафиксировать свои наблюдения. Оказалось, что ледовые поля пролива разбиты айсбергами, а трещины заполнены снегом. На шестой день путешествия у Годфри случился приступ паники, во время которой он прицелился во врача из винтовки, принуждая его вернуться. Однако на следующий день они всё-таки достигли цели, установив американский флаг в точке 79° 45’ с. ш. Всего путники прошли 400 миль (640 км), нанеся на карту 200 миль побережий до мыса Сабин, но не обнаружили доказательств существования пролива, ведущего на север.
Поскольку «Эдванс» не освободился даже летом, Кейн предпринял трёхнедельное путешествие, во время которого питался добытыми на охоте птицами и береговой растительностью, в результате чего полностью излечился от цинги и заметно окреп. Вернувшись 7 августа, начальник велел распилить лёд у бортов брига, взорвать порохом ледяные перемычки и перебазировать судно к острову Батлер. Вскоре стала очевидной неизбежность второй зимовки, из-за чего была введена норма расхода угля — треть фунта на человека за один приём пищи, что позволяло приготовить одну миску мясного супа и две чашки кофе на каждого. В команде произошёл раскол: часть офицеров и матросов просили командира отпустить их в шлюпке до Упернавика; успех исхода гарантировал датчанин Петерсен. 21 августа Кейн записал в дневнике, что это резко снизит шансы на выживание всей команды. На следующий день командир на собачьей упряжке исследовал ледовые условия, и советовался с китобоем Макгэри, который подтвердил, что на промысловых судах давали возможность уйти на шлюпках всем желающим. 24 августа командир пригласил в свою каюту Петерсена, Хейса, Годфри и Гудфеллоу, дав им возможность изложить в письменном виде свою позицию. Сам Кейн написал меморандум, где заявил, что осенью успешный шлюпочный поход невозможен, а самые сильные люди, покинув корабль, ставят под угрозу жизни больных товарищей. Гудфеллоу в дневнике отметил, что Кейн вслух заявил, что общественность США воспримет отъезд как дезертирство, но дал раскольникам сутки на размышление. В случае, если они решатся уйти, получат шлюпки, необходимые припасы и снаряжение. Петерсен всецело настаивал на уходе, напомнив, что предлагал не оставаться на зимовку ещё в августе 1853 года. Ульсен отмалчивался, но Айзек Хейс принял сторону Петерсена и заявил, со свойственным ему красноречием, что разделение команды повысит шансы на выживание, а это несомненно «послужит общественному благу». Петерсен также заявил, что встреченные Кейном изломанные льды — аномалия, которая пройдёт по мере наступления осени, а Хейс его поддержал.
25 августа на борту брига прошло общее собрание команды, на которой Илайша Кейн сделал перекличку, на которой желающие покинуть борт должны были сказать «да»; те, кто предпочёл остаться, — «нет». Из 17 остававшихся на «Эдвансе» офицеров и рядовых «да» сказали семь матросов и четверо офицеров (всего 11), китобой Макгэри воздержался, а из пятерых, поддержавших командира, лишь двое были трудоспособны. В дневнике Кейн не скрывал потрясения, при этом оправдывая Хейса, так как уходящим требовался квалифицированный медик, но не находил аргументов для оправдания Зонтага («прежде верного и достойного джентльмена»). В конце дня Макгэри решил остаться, а один из дезертиров — Уилсон, тоже остался из-за друга, который не мог ходить. Кейн через Ульсена передал раскольникам требование избрать командира, и уходящие выбрали самого Ульсена. 26 августа они подписали заявление об отказе от ответственности: с момента схода на берег они утрачивали звание членов экспедиции. Данная формулировка не предполагала возвращения в случае неудачи; Хейс счёл её справедливой. Ульсен, однако, потребовал изменить формулировку, но встретил отпор Кейна, который принудил датчанина-плотника остаться на борту. Зонтаг потребовал выдать жалованье, рассчитывая вернуться в Германию прямо из Гренландии; Кейн не только выдал ему аванс в 100 долларов (около 3740 долларов в ценах 2023 года), но и написал рекомендательное письмо. Такое же письмо командир вручил и Айзеку Хейсу. Уходящим передали две шлюпки (одна из них цельнометаллическая), двое саней для преодоления ледовых полей, оружие и боеприпасы, компас, секстант, хронометр и подзорную трубу, и даже три комплекта одежды. Провиант включал пять бочек хлеба, 50 фунтов (23 кг) бобов, полторы бочки солонины, сушёные яблоки, 50 фунтов кофе и 5 фунтов чая, 20 фунтов муки, 2 галлона (7,6 л) патоки, чего должно было хватить на пять недель. Повторное голосование поставило во главе партии беглецов Петерсена, так как он вообще не считался членом команды, не подписывал заявление Кейна, и был единственным, кто знал путь до Упернавика.

### Осенняя неудача
28 августа группа «перебежчиков» покинула «Эдванс». Кейн до конца проявлял сдержанность: был поднят американский флаг, а на прощание командир откупорил две бутылки шампанского и обе группы моряков — остающиеся и уходящие — выпили за здоровье друг друга. Хейс в опубликованной книге о путешествии особо отмечал образцовое чувство собственного достоинства у Кейна. Впрочем, почти неделю команда не расставалась: груз на восьмерых был настолько велик, что шлюпку и сани можно было тянуть челночным методом, и несколько ночей группа Петерсена провела на бриге. Кейн позволил взять большие сани и отрядил моряка Райли, чтобы он вернул их на борт, когда группа достигнет открытой воды, что и произошло 5 сентября. Беглецы не оставили ни слов благодарности, ни прощального послания, вызвав крайне бурную реакцию Илайши Кейна в письме к брату Джону.
На сильно перегруженной шлюпке беглецы добрались до склада во фьорде Лайфбоут, где лежала цельнометаллическая шлюпка; здесь группе Петерсена достались паруса и вёсла, две бочки хлеба и по одной бочке свинины и говядины, тридцать фунтов (13,6 кг) риса и столько же сахара. Далее из-за шторма пришлось высаживаться и провести четверо суток в палатке. 18 сентября девятеро моряков достигли стойбища Нетлик, населённого двадцатью пятью эскимосами, у которых взяли хорошей воды и мясо моржа. После того как они прошли 350 миль (560 км), оказалось, что Петерсен ошибался, а Кейн был прав: из-за холодного лета поля плотного пакового льда не разошлись. Американцы и датчане соорудили по образцу эскимосов каменное логово, но оно оказалось чрезвычайно холодным, а после начала полярной ночи (30 октября) куда-то исчезла дичь. Эскимосы предложили меновую торговлю, но скоро обменивать стало нечего. 23 ноября было решено возвращаться: без помощи эскимосов было невозможно выжить, тогда как аборигены замышляли избавиться от ослабленных белых и присвоить их имущество. Петерсен и матрос Бонсал отправились вдвоём, шестеро оставались их ждать. 7 декабря 1854 года они поднялись на борт «Эдванса». К Хейсу из Нетлика прибыли трое охотников на двух собачьих упряжках, которые вознамерились отобрать ружьё у американцев. Врач напоил их лауданумом, после чего моряки попытались бежать, но не совладали с одной из упряжек. Эскимосы свели всё к шутке, после чего доставили беглецов в Эта, а затем и на борт «Эдванса». Сильно истощённый Айзек Хейс, с трудом поднявшись по трапу (у него была отморожена нога), объявил, что не достоин снисходительности, но всё-таки просит о гостеприимстве. Хейса Кейн пустил в свою койку; впоследствии у молодого врача пришлось ампутировать три пальца на ноге. Далее командир вернул эскимосам отобранные у них сани и меховую одежду.
На «Эдвансе» произошёл раскол: люди Петерсена — Хейса — Зонтага образовали на борту отдельную группу, требовали считать их потерпевшими кораблекрушение и не подчинялись Кейну. Годфри и Блейк откололись от остальных шестерых — они были наняты в доках Нью-Йорка в последний момент, и являлись асоциальными типами. Через неделю Кейн лично избил обоих, и принудил к дисциплине. На Рождество вся команда собралась за одним столом, где командир откупорил последнюю бутылку шампанского и поклялся, что следующий праздник все проведут дома. К февралю 1855 года положение экспедиции стало критическим: более или менее дееспособными оставались сам Кейн, Хендрик и Ульсен; датчанин наладил охоту, добывал зайцев и куропаток. Раскол в команде постепенно преодолевался, ибо не хватало рабочих рук. Солнце взошло 21 февраля, а на следующий день Хендрик застрелил оленя, что стало поводом для пиршества. Командир считал, что вполне возможно добраться до Эта, а оттуда водным путём вдоль побережья до обитаемых мест, регулярно посещаемых кораблями.

### Возвращение
В апреле 1855 года с «Эдванса» дезертировали Хендрик и Годфри; к тому времени в строю оставался один Кейн, который не брезговал пить крысиную кровь и питаться мясом этих грызунов. 11 апреля Илайша Кейн решился пройти до Эта, где и обнаружил беглецов. Проведя неделю среди эскимосов, и набив полные сани моржового мяса, командир возвратился на бриг, когда получил записку Хейса о серьёзном заболевании матроса Макгэри. Годфри командир забрал с собой для наказания, а Хендрика отправил на юг до датских колоний. Поскольку льды так и не освободили судно, 20 мая команда, так и не оправившаяся от последствий двух зимовок, покинула «Эдванс». Путешественники разделились: Кейн взял себе шлюпку, наречённую «Эйрик Рыжий», первый помощник Брукс командовал вельботом «Вера», а врач Хейс — вельботом «Надежда». Под его началом оказались Мортон, Зонтаг, Райли, Блейк и Годфри. У каждого отряда имелись отдельные запасы пищи и готовили горячее они отдельно; каждый рядовой по очереди нёс чёрную кухонную вахту. Зонтаг отвечал за определение географических координат, а Хейс должен был вести судовой журнал. Истощённые люди могли перетаскивать вельботы только челночным методом. Из-за этого, чтобы продвинуться по счислению на одну милю, фактически требовалось преодолеть три. К 24 мая партия Кейна продвинулась на семь миль. Чтобы не мучиться от снежной слепоты, люди спали днём, согреваясь от солнца, и начинали двигаться в сумерках. Четверых инвалидов временно поселили в каменном иглу в Анноатоке, что, по мнению Кейна, спасло им жизни. Припасы им возил сам Кейн на собачьей упряжке, доставив за две недели на дистанцию 57 миль (92 км) 1500 фунтов (680 кг) провианта. В июне истощённые люди столкнулись с ледовыми трещинами (однажды вся команда «Надежды» провалилась под лёд), штормами и затяжными снегопадами. Далее слёг Кристиан Ульсен, который сначала жаловался на боли в пояснице, после чего был поражён параличом и скончался 12 июня. Ульсена похоронили у побережья, поставив на надгробии табличку из листового свинца. Кейн в дневнике писал, что симптомы очень напоминали болезнь ездовых собак во время полярной ночи. Ныне считается самым вероятным, что, из-за дефицита кальция в рационе, произошёл компрессионный перелом поясничного позвонка с поражением спинного мозга. Лишь 16 июня, находясь близ Эта, путешественники увидели открытую воду, от которой их отделяло около мили ледяного припая. Вскоре начался шторм, заливший водой «Эйрика Рыжего» близ острова Хаклюйт, но шлюпку удалось спасти и взять на буксир «Верой» и «Надеждой». 22 июня высадились на острове Нортамберленд, изобиловавшего птицами, что позволило людям и собакам отъедаться свежим мясом. 25 июня у мыса Парри поймали попутный ветер, из-за которого Кейн простоял у кормила «Веры» 16 часов подряд.
6 августа экспедиционеры достигли Упернавика, где путешественников считали давно погибшими. 6 сентября американцы отплыли на датском промысловике «Мариана», и через пять дней на острове Диско увидели американский корабль. 11 октября 1855 года участники Второй Гриннелловской экспедиции прибыли в Нью-Йорк. Хейс восстановил отношения с семьёй, но не стал возвращаться на ферму и успешно освоил профессию лектора, оказавшись первым арктическим путешественником, который смог собрать большую аудиторию. 7 декабря он выступил перед квакерами на своей малой родине в Честере, а среди мест его выступлений неизменно оказывались квакерские учебные заведения. Из участников экспедиции врач поддерживал отношения с астрономом Зонтагом и геологом Уилсоном. Весной 1856 года лекции Хейса проходили по маршруту Цинциннати — Колумбус — Кливленд — Дейтон — Чикаго; в последнем врач выступал в Метрополитен-Холле, арендованном по запросу YMCA. 6 декабря 1856 года Хейс читал доклад об этнографии эскимосов в Историческом обществе штата Пенсильвания. В сентябре 1856 года вышло двухтомное издание отчёта Кейна, подарочный экземпляр которого Хейс получил от автора. Участники партии «раскольников» были возмущены упоминанием их как дезертиров, и сам Хейс был крайне недоволен описанием событий осени — зимы 1854 года, считая их «неточными». Казус имел вполне реальную материальную подоплёку: в Конгрессе рассматривался вопрос о премиях и пенсиях участникам экспедиции, и Хейс деятельно взялся за лоббирование интересов себя и своих товарищей по путешествию. 16 февраля 1857 года Кейн скончался, похороны его превратились в событие национального масштаба. На волне возникшей шумихи И. Хейс продолжал зарабатывать публичными лекциями, закрыв сезон в апреле 1857 года.

## Путешествие на «Юнайтед Стейтс» (1860—1861)

### Новые планы
Выстраивая планы новой полярной экспедиции, в апреле 1857 года Айзек Хейс заручился поддержкой помощника секретаря Смитсоновского института профессора Бэрда. Одним из важнейших аргументов, использованных Хейсом для лоббирования собственной экспедиции, стало возобновление британской активности в Арктике, связанной с решением судьбы пропавшей экспедиции Франклина. Этому способствовало завершение Крымской войны. Когда появились известия, что леди Франклин готова вложиться в новую британскую кампанию, Хейс отправился к Гриннеллу за рекомендациями; первоначально он рассчитывал на место врача в команде Макклинтока. Кандидатура американца была отброшена почти сразу, и в экипаже Макклинтока 17 человек из 25 представляли Королевский военно-морской флот, в том числе и хирург. Некоторой моральной компенсацией стало избрание Хейса в Медицинскую ассоциацию штата Огайо (2 июня 1857 года), которая предложила ему доложить результаты наблюдений за состоянием здоровья участников полярных экспедиций. Благодаря содействию Бэрда, Хейс заинтересовал богатого филадельфийского юриста и геолога Уильяма Фулка; Гриннелл не проявил желания тратить собственные деньги на опасное предприятие с сомнительным исходом. Тем не менее именно Гриннелл обеспечил врача-квакера рекомендациями к многочисленным учёным обществам США, члены которых были способны пожертвовать более тысячи долларов за один раз. За три года Хейсу удалось таким образом собрать фонд в 25 000 долларов, достаточный для покупки экспедиционного судна. Научное сообщество благосклонно отнеслось к планам достижения Северного полюса по проливу Смита (Хейс использовал название «море Кейна»), а это, в свою очередь, обеспечивало полярнику политические дивиденды в правительстве. В сентябре 1857 года Айзек запросил содействия Гриннелла, желая выступить перед Американским географическим обществом.
В течение 1857 года разворачивалась и личная драма Айзека Хейса. Письмо сестре Мэри от 25 сентября 1857 года свидетельствует о полной деморализации и неопределённости в отношении планов на будущее. После возвращения из Арктики ему не удалось найти общего языка с возлюбленной Рене Таунсенд, и в первой половине 1857 года их отношения завершились. Об этом мало что известно, ибо даже в переписке с сестрой Хейс проявлял крайнюю сдержанность. Судя по обмолвкам, инициатором разрыва оказалась именно Рене. Племянник Хейса Джордж Бейли (сын Мэри) со всей определённостью утверждал, что Айзек и Рене объявили о помолвке, но невозможно узнать, было ли это до или после отправления в Арктику. По утверждениям Дж. Бейли, одержимость Хейса полярными странами и бурное желание организовать новое путешествие совершенно не соответствовали планам его невесты на спокойную жизнь на берегу. В конце концов Рене поставила вопрос ребром в форме: «или я, или Арктика», и «дядя-доктор» (как его называл Бейли) выбрал второе. Казус привёл не только к кратковременной депрессии, но и определил всю последующую жизнь Хейса, который вообще отверг идею завести семью и выстраивать дом, и умер неженатым и бездетным. Рене Несбит Таунсенд скончалась в 1872 году от туберкулёза; Айзек Израэль Хейс никогда не вспоминал о ней.
Доклад в Американском географическом обществе состоялся 29 октября 1857 года, в основном его содержание было посвящено подбору аргументов в пользу существования открытого полярного моря. Главной целью экспедиции прямо было названо достижение Северного полюса вдоль западного побережья Гренландии и далее по берегу Земли Гриннелла (острова Элсмир). Далее были оглашены шесть тезисов:
1. Базой экспедиции должно быть крайнее северное побережье полярной суши — южный ледяной берег полярного океана. Безопасное возвращение гарантировано при закладке складов припасов примерно на 82°30’ с. ш.
2. Разведка крайней северной земли должна осуществляться силами экспедиции.
3. Для передвижения следует использовать континентальные ледники Гренландии, земель Гриннелла и Вашингтона, так как полярные течения направлены в южную сторону и несут ледовые поля в экваториальном направлении.
4. Успех экспедиции обеспечит использование эскимосов, которые будут поставлять ездовых собак, сани и меховую одежду.
5. Возможное обнаружение проливов к открытому полярному морю позволит достигнуть полюса и вернуться в течение одного сезона.
6. В случае гибели экспедиционного судна, при должном снаряжении вполне возможно возвращение шлюпочного отряда даже в условиях полярной ночи[54].

Как отмечал биограф Д. Уомсли, важнейшее открытие Хейса оказалось «погребено» среди прочих пунктов доклада — успех полярной экспедиции в проливе Смита обеспечат полярные аборигены, более или менее благополучно существующие по обоим его берегам коллективами по 100—150 человек, и более или менее связанные со своими соплеменниками из Южной Гренландии. Доклад так и не был опубликован в «Бюллетене» Географического общества, на следующий день вышел реферат в газете «New York Herald», а полный текст доклада напечатала 2 декабря «New-York Tribune». План вызвал интерес публики и в течение декабря Хейс совершил множество лекционных поездок вплоть до Детройта и Чикаго; в Рочестере собралось 1600 слушателей. В течение 1858 года Хейс продолжал свои выступления, 16 декабря он был приглашён зачитать адрес перед Географическим обществом, в котором воздал должное подвигам И. Кейна и повторил базовые пункты своего плана, характеризуя его как продолжение работ Кейна. В результате поддержку проекту объявили научные общества Нью-Йорка, Бостона и Филадельфии. В феврале 1859 года А. Хейс прошёл посвящение в филадельфийском Масонском храме, и в дальнейшем масонские ложи крупнейших городов США неизменно помогали своему новому собрату. По оценке Д. Уомсли, масонская доктрина была едва ли совместима с квакерской, однако Хейс хорошо понимал важность своего членства в ложе. Хейса также посвятили в более либеральной Колумбийской ложе в Бостоне, и братья, владевшие важными постами в промышленных фирмах и даже Филадельфийской торговой палате, неизменно оказывали разные услуги. В марте 1859 года тёплый приём Айзеку оказали в Балтиморе, где он прочитал три лекции в Мэрилендском институте. 18 апреля врач прочитал доклад в Академии естественных наук на тему выживания человека в условиях низких температур. С мая по сентябрь 1859 года Хейс писал книгу о лодочном путешествии после оставления корабля Кейна. Книга должна была принести необходимые средства, а также укрепить репутацию Айзека как участника экспедиции Кейна, который в тот период приобрёл репутацию величайшего из американцев современности. После консультаций с Фулком в книгу включили большой юридический документ, который обосновывал, что партия Хейса и его коллег не являлись дезертирами. Официально планы Хейса были объявлены на сессии Американского географического общества 22 марта 1860 года, на котором присутствовали много высокопоставленных гостей, и было объявлено, что бюджет экспедиции полностью сформирован, а слушатели пожертвовали ещё три тысячи долларов.

### Вновь на Север
Снаряжение экспедиции, получившей имя «Экспедиции Хейса к Северному полюсу», шло в Бостоне, и приготовления были готовы к середине июня 1860 года. Главе организационного комитета Ричарду Бейкеру удалось за месяц подыскать подходящее судно — 133-тонную двухмачтовую шхуну «Спринг-Хилл», и подготовить запасы. Шхуну оснастили ледовой обшивкой из дубовых досок и пластин железа. Хейс не хотел брать пеммикан, и взамен фирма American Desiccating Company изготовила концентрат из говядины, моркови и лука. Припасов взяли на два года пути. Командир лично присматривал за вооружением, а также снаряжением для санных походов — санями и палатками. Всё снаряжение шло от частных инвесторов и жертвователей, Смитсоновский институт предоставил оборудование для метеорологических измерений, а также реактивы и консерванты для зооботанических коллекций. Правительственная Топографическая служба передала Хейсу два секстанта для полевых измерений, а Береговая охрана — компасы и оборудование для магнитных исследований. Этим ограничилось правительственное участие. Хейс хотел пригласить фотохудожника, тем более что Американское фотографическое общество выделило ему 2500 долларов. В итоге были закуплены камеры, включая стереокамеру, фотопластинки и реактивы, но осваивать это всё предстояло самому командиру. Перед отправлением Айзек Хейс общался с известным художником-пейзажистом Фредериком Чёрчем, у которого ранее брал уроки живописи. В экспедицию просились множество добровольцев, в итоге большинство команды никогда не служили во флоте и не имели опыта путешествий. В Арктику отправился старый коллега-астроном Август Зонтаг, удалось также нанять опытного штурмана Сэмюэла Маккормика с 18-летним стажем работы (но у него не было полярного опыта). Почти до самого отплытия не удавалось найти врача: Хейс понимал, что не сможет совмещать позиции командира и хирурга. Пришлось взять первого попавшегося кандидата по фамилии Лонгшо. Постановлением Конгресса экспедиция была принята под покровительство государства и шхуна официально переименована в «Юнайтед Стейтс».
Отплытие из Бостона состоялось 6 июля 1860 года, на борту шхуны находилось 14 членов команды. Судно было настолько перегружено, что сидело в воде на полтора фута (46 см) ниже уровня ватерлинии, даже верхняя палуба была завалена бочками и ящиками со снаряжением. Жилые помещения едва ли были пригодны для людей; Хейс именовал свою каюту площадью десять на шесть футов (3 × 1,8 м) «годной лишь для заключённого». Матросский кубрик на баке заливали волны. Дойти до Упернавика удалось без происшествий, но в Гренландии оказалось, что эскимосы отказываются продавать хорошие собачьи упряжки. Тех животных, которых всё-таки удалось раздобыть (тридцать шесть голов), катастрофически не хватало для целей экспедиции: половина из них признавалась командиром «слишком старыми». Удалось также закупить полярную одежду и штормовки из тюленьих шкур. Неприятности начались тогда, когда незадолго до отплытия в северные воды умер Гибсон Карратерс, имевший полярный опыт. Хейс нанял на берегу трёх эскимосов-охотников, толмача Йенсена и ещё двух датчан. Далее шхуна двинулась по разводьям, причём больше всего хлопот доставляли эскимосские собаки, которые устраивали драки, а по ночам выли хором, раздражая всех участников команды. Несмотря на сложные метеоусловия, залив Мелвилл «Юнайтед Стейтс» пересекла за 55 часов, и благополучно достигла мыса Йорк. Хейс и Зонтаг очень хотели найти старого друга Ганса Хендрика. Оказалось, что он соскучился и не имел ничего против найма в экспедицию; на борт он взошёл в сопровождении жены и ребёнка. Устье пролива Смит у мыса Изабеллы завидели 29 августа в штормовую погоду, когда, по описанию Хейса, огромные снеговые пласты скатывались со скал, образуя ледяные водопады. Через два дня шхуна столкнулась с айсбергом, потеряв спасательную шлюпку и паруса на обеих мачтах. Стало очевидно, что судно далее не пройдёт. Место зимовки, обнаруженное поблизости, назвали Порт-Фулк, оно располагалось примерно в двадцати милях к югу от зимовья Кейна. Места изобиловали дичью, поэтому эскимосы создали большие запасы оленины, зайчатины и даже мяса лисиц и песцов. Датчане шили собачью упряжь и обучали американцев обращению с собаками. Айзек вместе с Йенсеном проехал на собачьей упряжке шесть миль по ровному льду за 26 минут, а затем вернулся на корабль ещё за 33 минуты, и животным не потребовался отдых; это составляло разительный контраст с неэффективностью пеших переходов. Собак кормили через день, но Хейс приказал не экономить, и часто свора употребляла за раз целого оленя. Относительно быстро животные отъелись и в конце октября потребление мяса сократилось, вдобавок псы помогали и охотникам. Командир попытался экспериментировать с демократией на борту, в итоге оказалось, что если за каждым членом команды закреплены определённые обязанности, от которых зависит благополучие всей команды, то это даёт эффект. Сам Хейс утверждал, что до самого конца путешествия не сталкивался с дисциплинарными нарушениями.
В октябре сильно испортились отношения с проводником Гансом. Хейс раскопал две эскимосских могилы и нашёл прекрасно сохранившиеся тела в украшенных одеждах, но жена Ганса, с которой он жил в палатке на палубе, опознала покойного родственника и «подняла вой»; так что пришлось отказаться от плана доставить мумии эскимосов в Смитсоновский институт. Самому Айзеку больше нравился эскимос Петер, который получил красную фланелевую рубаху и штурманский костюм, вызвав ревность Ганса, который стал манкировать обязанностями охотника. Кроме Ганса и Петера, на палубе поселились охотники Маркус и Якоб. Хейс пришёл к выводу, что «туземцы интересны, но менее полезны, чем собаки»: если он более или менее научился ладить с ездовыми лайками и направлять упряжку, то принудить эскимосов к неинтересным им занятиям было безнадёжным делом. «Их можно было бы по праву назвать негативным народом во всём, кроме их ненадёжности, которая является всецело положительной». К началу полярной ночи в трюм было снесено 74 оленьих туши, а ещё тридцать захоронены в снегу, и Хейс старался отмечать любой повод для празднования «банкетом», стремясь, чтобы люди ели как можно больше свежего мяса. Для санных походов предназначались сухари, мясной концентрат и кофе. Не удалось избежать дальнейших конфликтов: жена Ганса категорически отказалась шить для команды сапоги и тёплые штаны. В ноябре дезертировал Петер, отыскать которого так и не удалось. Хейс был твёрдо убеждён, что охотника прогнал (или организовал ему побег) Ганс, но доказать этого не удалось. В декабре собаки оказались поражены эпидемией психической болезни, симптомы которой напоминали бешенство, но не приводили к заражению. За четыре дня умерло семеро собак; Хейс скрупулёзно препарировал их туши, но не нашёл ни малейшего намёка на причину болезни. На третью неделю декабря в живых осталось всего двенадцать животных, из которых годились в тягло девять, и Хейс в дневнике не скрывал отчаяния, что его план достижения открытого моря неосуществим. Ганс сообщил, что поблизости есть стойбища эскимосов, и на полнолуние 21 декабря был отправлен вместе с Зонтагом для восполнения потерь ездовых собак. В их упряжке оказались девятеро здоровых ездовых псов.
Во время рождественских и новогодних праздников Хейс скучал. Эпидемия среди оставшихся собак не прекратилась, и 3 января 1861 года издох последний из оставшихся на борту псов по кличке Генерал — ньюфаундленд, взятый из Бостона. Йенсен поймал командиру самку голубого песца, которую Айзек нарёк Пташкой (Бёрди). Бёрди вполне обжилась в командирском жилище и кают-компании, её даже допускали до общих трапез, и она смирно сидела на коленях Хейса. Айзек много писал в дневнике о повадках Бёрди, в частности, что она была чистоплотна, постоянно вылизывала мех и охотно принимала снеговые ванны. Потом полярник взял себе ещё одну особь белого песца, но тот оказался неукротимым. О судьбе Ганса и Зонтага ничего не было известно до 28 января 1861 года, когда после снежной бури на шхуну явились два незнакомых эскимоса на упряжке из пяти собак. Переводчиком был Йенсен, но Хейс плохо его понимал, удалось выяснить лишь, что Зонтаг умер. 30 января явился Ганс с младшим братом своей жены, их собаки и они сами были сильно изнурены. Оказалось, что они были вынуждены бросить в снеговой пещере ещё и тестя с тёщей, которых вызволяли всей командой. После сопоставления всех показаний, Хейс установил следующее. Ганс и Зонтаг к Рождеству не достигли нужного им стойбища, и решили двигаться на остров Нортамберленд. Немец замёрз, сидя на санях, но, когда он спрыгнул на тонкий лёд, тот подломился, и Зонтаг сильно промок. Ганс построил иглу, положил Августа в спальный мешок и отпаивал его бренди, но астроном умер на следующее утро. Далее Ганс добрался до стойбища эскимосов в проливе Уэйл, и отправил гонцов на мыс Йорк; Хейс подозревал, что проводник хотел доставить на «Юнайтед Стейтс» родню, чтобы те благополучно перезимовали. Команда значительно меньше страдала от зимних условий, нежели в экспедиции Кейна: полы и стены жилых помещений обтянули шкурами оленей и медведей; тесные каюты было легче отапливать. На борту «Юнайтед Стейтс» имелось 34 тонны угля, который Хейс расходовал из расчёта четырёх вёдер на день. Камелёк в кают-компании позволял прогревать её до 75 °F (24 °C).

### Санный поход 1861 года
Солнце взошло 18 февраля 1861 года. Хейс планировал походы, в которых, как и при Кейне, люди будут запрягаться сами, но вскоре объявился эскимосский авторитет по имени Калутуна. Он сообщил, что кровные враги Кейна и Хейса уже мертвы, и предложил заключить договор. Хейс обязывался кормить своих новых союзников, а те предоставляли собачьи упряжки. Калунтуна также сообщил, что его соплеменники обнаружили тело Петера, умершего в каменном иглу брошенного поселения. 3 апреля американцы и эскимосы выступили в поход на север в составе 12 путников и двух упряжек из семнадцати животных, на одной из которой везли 20-футовую цельнометаллическую шлюпку для пересечения разводий. Шлюпку пришлось довольно скоро бросить, когда партия столкнулась с полями старого пака, вынесенными течениями с севера и зажатыми между скалистыми побережьями. Хейс лично измерил поле пакового льда, которое занимало 24 квадратные мили (62 км2) площади и имело толщину чуть ли не 160 футов (49 м) — почти шесть миллиардов тонн замёрзшей воды. Исследователь считал, что такие монолиты могли нарастать не одну сотню лет за счёт накопления снега на поверхности, который не таял даже летом. Такие ледовые поля не давали остывать морским водам, и образование новых ледовых пластов шло в порядке сверху вниз, а не наоборот. Через нагромождения битого льда удавалось пройти не более трёх миль за день, и к 24 апреля все были изнурены в крайней степени. 25 мая произошла поломка саней, что вызвало крайне пессимистическую запись в дневнике командира, что вся его экспедиция — это сплошная череда катастроф. Хейс принял решение взять с собой самых выносливых — матросов Йенсена, Кнорра и Макдональда, отправив остальных на судно. У них было 14 ездовых собак. Командирская партия двинулась 28 апреля, рассчитывая пройти настолько севернее, насколько позволят силы и природные условия. Первый переход составил 1,5 мили (2,4 км) по счислению и 12 миль (19 км) фактически из-за быстрого северного течения, скрадывающего пройденное расстояние.
Только 11 мая экспедиционеры увидели горы Земли Гриннелла, пройдя 40 миль за 11 дней. Увиденную скалу, «по сравнению с которой Гибралтар — пигмей», Хейс крестил именем Мыса Ястребов. Собаки оголодали и пожирали всё, до чего дотягивались, включая запасную обувь и кусок мыла. Йенсен сильно отморозил ноги и не сходил с саней, в которые впряглись остальные трое вместе с собаками. Ледовые заторы в проливе Кеннеди достигали высоты от 30 футов (9,1 м) до 60 футов. Йенсена пришлось оставить в палатке на попечении Макдональда, и командир отправился дальше вместе с Кнорром. Путники двинулись по краю дробящихся ледовых полей, прижимаясь к извилистому скалистому побережью, которое Хейс назвал «стерильным», ибо здесь не было ни морских животных, ни птичьих гнездовий. На третий день путь преградили сплошные поля битого льда и скала высотой 800 футов (240 м), вдали виднелись очертания мыса, который Хейс назвал «самой северной из известных земель на земном шаре». Командир велел поднять флаги, дабы отметить своё достижение: полярный вымпел с красной звездой на белом фоне, два масонских флага и звёздно-полосатый флаг, который был подарен дамами из Олбани. Историк и астроном Деннис Ролинс отмечал, что координаты достигнутой Хейсом 18 мая самой северной точки его похода вызывали серьёзные сомнения ещё в 1860-е годы. Сам он объявил после возвращения, что добрался до 81°35' с. ш. на 70°30' з. д. и что до полюса оставалось ещё 450 миль (фактически более 700 миль (1100 км)). Сообщаемые координаты противоречат собственным словам путешественника, что он не удалялся от побережья (это внутренние районы острова Элсмир). Карта Хейса всех земель, расположенных севернее 80° с. ш., ни в чём не превосходит неточной карты Кейна и фактически является её копией. Имеющиеся данные позволяют судить, что партия Хейса повернула на юг 17 мая и достигла как минимум 13' широты южнее, чем утверждал сам путешественник. Совершенно невероятным выглядит утверждение, что вконец измученные люди два дня подряд проделывали по 50 миль (80 км) на обратном пути. По расчётам Д. Ролинса, де-факто Хейс, у которого были искалечены ступни, не добирался далее 80°03' с. ш. — точки мыса Коллинсон. В оригинале полевого дневника Хейса странички, отражающие «подозрительный период», вырезаны ножницами. Впоследствии, когда Хейса награждали в Королевском географическом обществе, его председатель сэр Клементс Маркэм в частном письме назвал американца «обычным самозванцем», но никогда не заявлял этого публично. Даже самые благожелательно настроенные исследователи последующих поколений считали Хейса жертвой самообмана, ибо фактически он не превзошёл достижений предшественников и заблуждался по вопросу существования открытого полярного моря.
Четвёрка путешественников поднялась на борт «Юнайтед Стейтс» вечером 28 мая. В дневнике моряка Рэдклиффа упоминается, что все были сильно истощены, поморожены и страдали от снежной слепоты. Хейс молчал относительно своих достижений. Предстояло возвращение: шхуна была сильно повреждена зимними ледовыми сжатиями и Маккормику пришлось приложить немало сил, чтобы мобилизовать команду. После начала летнего таяния 14 июля удалось двинуться на юг. Более всего скорбел об уходе американцев Калутуна, ибо его соплеменников из-за суровых зим осталось не более ста душ, что было существенно меньше, чем во время зимовок Кейна. Американцы, доставлявшие консервы, боеприпасы и древесину, а также металлические инструменты, становились условием существования эскимосов. Упернавика американцы достигли 12 августа, и Хейс на первых порах «отмахнулся» от новостей о начавшейся в США гражданской войне, так как подробности удалось получить только в Галифаксе 9 октября. В Бостон люди Хейса пришли 23 октября: спустился сильный туман и на берегу экспедицию вообще никто не встречал. Прессу не интересовала полярная экспедиция с неясным результатом, все первые полосы были заняты сражением при Болс-Блаффе, в котором погибло много бостонцев. Ни одной приветственной телеграммы или приглашения не пришло ни от одного из научных обществ, спонсировавших экспедицию. Хейс также столкнулся с необходимостью выплаты полуторатысячного долга, не имея средств на жалованье и премии своим людям (375 долларов выделил в долг Уоррен Сойер из оргкомитета). Хейс устроил лекционную поездку по всем городам между Бостоном и Нью-Йорком, на помощь пришёл и Гриннелл, который погасил самые срочные долги.

## Гражданская война. Госпиталь Саттерли (1862—1865)
Во время Гражданской войны в США Хейс решил пойти на службу Союза, и уже 10 января 1862 года прочитал в мэрии Уэст-Честера публичную лекцию в поддержку Центрального общества взаимопомощи округа Честер. В местной прессе сообщалось, что путешественник поступил на военную службу и был зачислен в медицинский департамент. Имеющиеся источники не позволяют судить, как родители и родня Хейса отнеслись к выбору, противоречащему пацифистской доктрине квакеров. Получить продвижение по службе оказалось сравнительно легко, ибо Айзек ещё при подготовке своей арктической экспедиции завёл в Вашингтоне знакомства в политических кругах. 1 марта 1862 года президент Линкольн утвердил запрос на присвоение Хейсу звания бригадного хирурга (что соответствовало армейскому майору), лоббистами этого назначения оказались спонсор Гриннелловской экспедиции Фулк и госсекретарь Уильям Сьюард. 3 марта путешественника успешно проэкзаменовали в Военно-медицинской палате. Далее он формально вступил в армию волонтёром и 4 апреля получил назначение бригадным хирургом одной из полевых армий. Всё это время он проживал в Вашингтоне. Временно Хейс отошёл от полярных исследований: завершение отчёта об экспедиции было отложено на неопределённый срок, а военные события быстро стёрли из общественной памяти бесславное возвращение. 2 мая новоиспечённого военного отрядили с инспекцией в Нью-Джерси: следовало оценить возможности переоборудования отеля «Атлантик» в Кейп-Мее в военный госпиталь. До места назначения он так и не доехал: 5 мая последовал приказ об основании Госпиталя Саттерли в Филадельфии; всего в этом городе тогда располагались 24 военных лечебных заведения.
Госпиталь Саттерли оказался второй по величине военной лечебницей США, рассчитанной на одновременное пребывание 4000 пациентов. Он располагался на окраине Филадельфии на реке Скулкилл на территории бывшей фермы, ныне ограниченной 44-й и 45-й улицами, Балтимор-авеню и Пайн-стрит — всего 16 акров (6,47 га). Строительство началось 1 мая 1862 года, и основные постройки были возведены к 6 июня. По принятым в те времена стандартам, административно-хозяйственные здания группировались в центре; в бараках коридорного типа палаты рассчитывались на 70 пациентов, здесь имелось 3124 койки, а в 150 палатках на территории размещали ещё 900 выздоравливающих. Изобилие проточной воды и расположение палат минимизировали опасность пожара и распространения массовых инфекций. В 1864 году госпиталь окружили стеной. Структура заведения включала 33 отделения, в том числе парикмахерскую, швальню, аптеку, библиотеку и читальный зал (1200 томов книг, 1300 номеров журналов, не считая газет), почтовое отделение, плотницкую мастерскую и типографию, в которой печаталась собственная газета The Hospital Register; имелась даже концертная площадка, на которой местный оркестр выступал для больных и раненых солдат. В стенах Саттерли действовали три кухни, в прессе сообщалось, что в год для нужд госпиталя требовалось 800 000 фунтов хлеба (362,8 т), 16 000 фунтов масла (7257 кг) и 334 000 кварт молока (316 000 л). Хейс занял должность хирурга-коменданта в звании майора, отвечая за все аспекты функционирования госпиталя, включая дисциплинарный и административно-финансовый. В конце войны он получил временное повышение до звания полковника. Его квалификация медика высоко оценивалась современниками. Помимо врачебных обязанностей, Хейс в течение трёх месяцев работал в Американской палате экзаменации волонтёров, которая аттестовала хирургов и помощников, направляемых в волонтёрские полки. Он располагал отдельным кабинетом и квартирой прямо в главном госпитальном бараке, рядом разместили квартиры врачей-офицеров. В штате госпиталя служил и Джордж Кнорр — сотрудник арктической экспедиции Хейса. Выделялся начальник отделения «H» профессор университета Ричард Пенроуз, который успешно лечил распространённые в то время кишечные болезни, включая хроническую дизентерию.
Штат госпиталя был очень невелик (не более 40 человек, считая «кадетов» — студентов и практикантов, не получавших жалованья), а после сражения при Булл-Ран и битвы при Геттисберге наплыв раненых, в том числе тяжелораненых, превысил возможности больницы. Во время Геттисбергской кампании в Саттерли поступило свыше шести тысяч человек (по другим сведениям — четыре с половиной тысячи, из которых две тысячи в один день 28 июня 1862 года). Комендант Хейс от самого открытия больницы сотрудничал с Сёстрами милосердия, разрешение на работу с которыми получил через брата своего однокурсника — известного в Филадельфии врача Уолтера Этли. С 9 июня 1862 года в госпитале работали двадцать три сестры милосердия во главе с Мэри Гонзага из общины в Эммитсберге (Мэриленд). Сёстры милосердия меняли постельное бельё, перевязывали раны, опорожняли ночные горшки и оказывали эмоциональную поддержку умирающим солдатам. Будучи квакером, чья доктрина предусматривала целостность организма, созданного Богом, Хейс стремился минимизировать число ампутаций, в результате чего процент смертей (от болевого шока и последующего заражения — анестезия и антисептика ещё не применялись) в возглавляемом им госпитале был значительно ниже, чем в среднем по стране. Всего с мая 1862 по август 1865 года через Саттерли прошли 50 000 пациентов, из которых умерли 1100. В ноябре 1864 года открылась оспа, но, благодаря быстро принятым мерам, до мая 1865 года было выявлено только 90 оспенных больных. Оспа привела к девяти или десяти смертям, в том числе сестёр милосердия, контактировавших с заражёнными.
За весь период службы в Саттерли Хейс в первый раз брал отпуск на шесть дней в январе 1865 года, когда ездил в Вашингтон для предоставления рукописи отчёта о своей арктической экспедиции (поездка заняла три дня). Сохранилось прошение от 24 мая 1865 года на предоставление двадцатидневного отпуска для поездки в Нью-Йорк «по личным надобностям», но подробности этого вояжа не могут быть реконструированы. 3 июля Хейс был уволен с поста главы госпиталя, а 3 августа госпиталь окончательно расформировали: земля с постройками была продана прежнему владельцу. Единственной наградой за службу Айзека Хейса оказалась сдержанная похвала в госпитальной газете. После увольнения с военной службы Хейс принял решение переезжать в Нью-Йорк.

## Последние путешествия (1865—1874)

### «Открытое полярное море». Признание
Вторая половина 1865 года для Хейса была посвящена спекуляциям с акциями возглавленной им «Антрацитовой компании» (Knickerbocker Anthracite Coal Company), просуществовавшей до 1873 года. Несмотря на необходимость прокладки 130-футовых туннелей, в конце 1864 года было добыто 230 тонн, а в следующем году отгружено 27 602 тонн угля. После продажи фирмы угольные пласты разрабатывались Philadelphia and Reading Coal and Iron Company, которая к 1922 году добыла 8 миллионов тонн, что подтверждало данные Хейсом оценки доходности и мощности антрацитовой залежи. О его финансовых успехах мало что известно, во всяком случае, он никогда не входил в число видных инвестиционных предпринимателей того времени. По-видимому, доходы его позволяли жить в большом городе и Айзек Израэль вернулся к публикации научных результатов своей арктической экспедиции, осуществляемой Смитсоновским институтом. Весь 1866 год был посвящён написанию книги «Открытое полярное море» — своего рода «романтизированного» взгляда на экспедицию 1860 года. Хейс максимально использовал литературные тропы, а также постоянно цитировал Вергилия, Мильтона, Байрона и Кольриджа. Специализированные научные вопросы — в частности о природе ледников и Гренландского щита, а также описание попыток достижения высоких широт Арктики, — выносились в отдельные главы. 3 февраля 1867 года Хейс прочитал публичную лекцию в Бостоне, открывшую продвижение его книги, а агентом по продажам был нанят участник экспедиции Фрэнсис Харрис. Стиль и манеры квакера-путешественника произвели впечатление и 25 февраля Хейс был приглашён на званый приём, где присутствовали поэты Оливер Холмс, Джеймс Лоуэлл и Джордж Кёртис — редактор журнала Harper’s. Вечер прошёл успешно и на подобные мероприятия Хейса не единожды приглашали в высшем свете Нью-Йорка и Филадельфии.
Айзек Израэль Хейс не настаивал на оригинальности своей концепции; в лекции 1861 года, стенограмма которой была опубликована «Нью-Йорк Таймс», он приписывал обоснование идеи достижения открытого полярного моря Илайше Кейну, а себе он оставлял честь достижения южных побережий этого моря. Книга «Открытое полярное море» успешно продавалась, не осталась незамеченной рецензентами. В «Йельских ведомостях» отмечалось, что книга Хейса написана профессионалом для «более скромных любителей науки». Большим достижением автора как исследователя названо практическое доказательство, что люди способны зимовать и активно работать в высоких полярных широтах, не подвергаясь обморожениям и опасности голода и цинги, более того, на морском арктическом побережье возможно основание колонии. Факт открытия Хейсом открытого полярного моря не подвергался сомнению. В апреле 1865 года отчёт Хейса Американскому философскому обществу четырёхлетней давности был перепечатан в журнале Королевского географического общества, вызвав сдержанное одобрение сэра Родерика Мерчисона. 27 мая 1867 года Айзеку Хейсу была присуждена золотая Медаль покровителей за достижение самой северной на тот момент точки в Арктике. Медаль принимал американский посол Адамс. В 1869 году Хейс удостоился золотой медали от Парижского географического общества за те же достижения и был избран почётным членом Берлинского географического общества. Интерес к американским достижениям в Германии оказался велик ещё и потому, что активным сторонником теории открытого полярного моря был всемирно известный географ Август Петерман, который в издаваемом им журнале опубликовал на эту тему ряд статей. Напротив, британский адмирал Шерард Осборн в феврале 1868 года, обосновывая собственный проект экспедиции в пролив Смита, подверг суровой критике «Открытое полярное море» Хейса, отметив множество ошибок в напечатанной американцем карте и подвергнув сомнению точность определения координат и величину достижений экспедиции, впрочем, не отрицая перспективности открытого им маршрута к Северному полюсу. Американское географическое общество пригласило Хейса как главного эксперта на заседание 12 ноября 1868 года, где Айзек Израэль комментировал проекты планируемых германской и шведской экспедиций, и повторил тезис, что открытое полярное море — величайшая из нерешённых проблем арктической навигации и географической науки. На этом же заседании Хейс объявил, что в Фулк-фьорде в Северной Гренландии (в Эта) вполне можно основать небольшую колонию, ибо места изобилуют дичью, позволяют ежегодный обмен почтой и доставку добытых продуктов промысла в Америку. Населяющие эти места эскимосы дружелюбны, у них много ездовых собак, что позволяет проводить исследования практически в любую погоду. Фактически все эти факторы были использованы Робертом Пири три десятилетия спустя.

### Путешествие в Гренландию
После окончания гражданской войны в США Айзек Хейс активно зарабатывал на жизнь чтением лекций и публицистикой. Он также испытал свои возможности как автор детской литературы, начав публикацию романа «Изгнанный в холод» на страницах ежемесячника Our Young Folks (в 14 номерах журнала за 1867—1868 годы). Образцом для стиля повествования на этот раз стал «Мальстрём» Эдгара По. В 1868 году вышло книжное издание с семью иллюстрациями, в том числе двумя гравюрами на основе зарисовок Чёрча. С художником Хейс был знаком ещё со времён Гриннелловской экспедиции и брал у него уроки рисования, позднее Чёрч упоминался в списке жертвователей экспедиции на «Юнайтед Стейтс». Фредерик Чёрч в те годы живо интересовался полярной тематикой, в знак симпатии к нему Хейс назвал скалу, под сенью которой зимовал, в честь художника, и подарил акварель своей работы с её изображением. Также полярник подарил художнику зарисовку лучшего из его псов по кличке Усисоак и набор стереопар. В 1865 году Фредерик Чёрч написал картину «Северное сияние», использовав ландшафт, изображённый Хейсом, его устные и письменные описания природных условий и полярного сияния. В пейзаж было добавлено изображение шхуны «Юнайтед Стейтс», использованное затем для виньетки в книге Хейса «Открытое полярное море». Хотя Чёрч никогда не бывал в полярных широтах, но в 1859 году он видел замёрзшее море на Лабрадоре и там же оказался свидетелем полярного сияния, что и позволило, по словам искусствоведа Ф. Келли, «сделать пейзаж убедительным». Живописная основа иллюстраций Чёрча для «Изгнанного в холод» по состоянию на 2000 год не была обнаружена, судя по ряду деталей, была написана во времена путешествия на Лабрадор и связь её с повествованием Хейса, по меньшей мере, поверхностна. В ноябре 1861 года Чёрч на основе акварели Хейса создал портрет ездового пса Усисоака, стилизованный под манеру Ландсира. Картина имела успех у критиков, Айзек Хейс также интересовался возможностью приобрести её, но в конечном счёте Фредерик Чёрч оставил полотно у себя.
К 1869 году заметно пошатнулось финансовое благополучие Хейса, и Айзек в письме от 6 марта года просил у издателя Тикнора аванс в 200 долларов с возвратом из поступлений от роялти. Полярник предложил для более солидного издания Atlantic Monthly роман с продолжением об исследователях Гренландии, главным героем которого должен был стать датчанин по фамилии Мольке — интеллигентный библиофил, ценитель вин и эрудит, превосходно говоривший по-английски. Однако данный проект так и не осуществился. В том же 1869 году художник-маринист Уильям Брэдфорд, который являлся потомком отцов-пилигримов и по материнской линии был связан с родственниками Хейса, начал организацию собственной арктической экспедиции. Он также принадлежал к одному с Чёрчем эстетическому движению — «школе реки Гудзон». Идеи Брэдфорда совпадали с планами Айзека, который пытался найти спонсора для путешествия в пролив Смита, который он последовательно именовал «американским путём к Северному полюсу». Проект, опубликованный в «Нью-Йорк Трибьюн» в мае, включал организацию зверо- и китобойной колонии в Фулк-фьорде, которая позволит перезимовать. Следующим полярным летом вспомогательное судно должно было забросить полярников ещё севернее, откуда они предпримут попытку достижения полюса. Хейс заявил, что ему требуется 40 тысяч долларов, при условии, что парусное судно будет предоставлено правительством. В этот период Айзек не снижал своей обычной активности лектора и публициста, много выступал, но при этом избегал научных обществ и вообще в его переписке нет следов сколько-нибудь целенаправленных следов продвижения своего проекта. Брэдфорд, по сути, обеспечил Хейсу «разведывательную экскурсию»; в результате в июне нью-йоркские газеты сообщали, что большой проект отодвигается на несколько лет, а путешественник вместе с художником отправится в Гренландию, где они пробудут до сентября.
В результате У. Брэдфорд нанял А. Хейса на летний сезон за 1500 долларов в должности помощника с неопределёнными обязанностями. Сам художник рассчитывал окупить своё предприятие за счёт туристов, взятых с собой (стоимость четырёхмесячного путешествия составляла 1000 долларов), и гонораров за освещение событий плавания в американской прессе, однако набрать туристическую группу не удалось. Промысловую шхуну «Пантера» зафрахтовали на Ньюфаундленде; командовал судном 25-летний капитан Бартлетт (дядя будущего полярника Роберта Бартлетта), помощниками которого служили двое его братьев; капитан имел восьмилетний опыт арктических плаваний на разных кораблях. Брэдфорд нанял двух профессиональных фотографов из Бостона, в группе туристов были артистические персоны и дети крупных промышленников: Генри Локвуд, Уиллинстон Бенедикт, Милтон Бернс и Далтон Дорр. Дорра пригласил Хейс, так как он дружил с Кнорром — сослуживцем по экспедиции 1860 года и службе в госпитале Саттерли. Дорр и Хейс рейсовым пароходом добрались до Сент-Джонса, где и взошли на борт «Пантеры». Для путешественников предназначались шесть кают, возведённых на верхней палубе, каждая площадью 13 × 6 футов (7,2 м²), в индивидуальных каютах располагались только Хейс и Брэдфорд, также имелась кают-компания и фотографическая лаборатория. Хейс нанялся корреспондентом «Нью-Йорк Таймс». При переходе до Юлианехоба все страдали от морской болезни, и по этой причине пришлось отменять торжественный обед по случаю Дня независимости. Чтобы добраться до норманнских руин, американцам пришлось воспользоваться умиаками — большими лодками, гребцами в которых традиционно являются женщины. Следующим пунктом назначения был Ивигтут с его криолитовыми копями, после чего «Пантера» отправилась за Полярный круг, это произошло 28 июля 1874 года — ровно через 14 лет после отправления этим маршрутом «Юнайтед Стейтс». Вскоре достигли Упернавика, который в те времена был самым северным из 12 датских поселений, имевшихся в Гренландии. Настоящие трудности начались в заливе Мелвилл с его тяжёлыми морскими льдами. Впрочем, во время очередной остановки среди ледовых полей увидели целую стаю белых медведей; охота на них стала сюжетом одной из фотографий Брэдфорда. Бартлетт очень хотел побывать на мысе Йорк, но льды позволили подойти только к острову Сабин. Измерения показали, что он располагался намного южнее, чем было указано в книге Хейса. У острова Диско «Пантера» столкнулась с жестоким штормом, задержалась и путешественников любезно приняли датские власти. 18 сентября шхуна начала путь на юг, прибыв в Батл-Харбор 26-го числа. Дома ожидали неприятности: у Дорра умер отец, а главный спонсор Локвуд потерял всё на биржевой панике 24 сентября, в результате у Брэдфорда образовался долг в 22 000 долларов. Впрочем, художественные достижения плавания были неоспоримы: фотографы сняли более трёхсот видовых фотографий, глава экспедиции выполнил две сотни графических и живописных этюдов и зарисовок, которые успешно публиковались, а один даже был подарен королеве Виктории. Огромным успехом пользовался и фотоальбом «Арктические регионы», материалы для которого снимали фотографы Кричерсон и Данмор. Для самого Хейса путешествие носило сугубо туристический характер, а в его дневниках и переписке по-прежнему не было никаких определённых планов по подготовке полярной экспедиции

### Начало семидесятых годов
Зимой 1870 года Хейс рассматривал возможность участия в экспедиции Чарльза Холла при условии правительственного финансирования его позиции или даже самостоятельного финансирования экспедиции по следам Холла (в итоге инициатива не удалась). Ходили слухи, что покровители Хейса из Географического общества, имеющие влияние в Конгрессе, лоббировали его назначение командиром экспедиционного корабля Холла. В ожидании Айзек Израэль занимался литературной деятельностью, писал очерки для «Скрибнеровского журнала» и сочинял роман о путешествии на Лабрадор, а также опубликовал повесть о гренландском псе в детском журнале Our Young Folks — в январском и февральском номерах за 1870 год. Также он разместил сделанные на «Пантере» фотографии на выставке «Чудеса арктических регионов», проводимой в Соммервилловской галерее искусств. Для нужд публики он заказал два стереоскопа с комплектами переснятых фото. Стереоскопы ещё только входили в моду и представление трёхмерных изображений экзотических стран привлекли внимание обозревателя «Нью-Йорк Таймс». Исследователь обитал тогда в съёмной студии на 51-й Уэст-Тенс-стрит (так называемой «Мастерской»), полностью посвятив себя подготовке нового путешествия. Посетивший его корреспондент утверждал, что квартира Хейса — это настоящий музей, стены которого были увешаны шкурами овцебыков и северных оленей, поверх красовались фотографии и акварели, изображающие арктические пейзажи. Остальное пространство занимала шкура моржа с головой и полуметровыми клыками, предметы быта и одежды эскимосов, ружья и гарпуны, каноэ и нарты. Единственным предметом роскоши являлся изукрашенный комод китайской работы, оценённый в 1000 долларов золотом. Половина пола была застлана брюссельским ковром, а другая половина — шкурой полярного медведя. Исследователь в тот период был тесно связан с европейскими географическими кругами, и даже переписывался со знаменитым картографом Петерманом до самой его кончины в 1878 году. Когда Нью-Йорк посетила океанографическая экспедиция на «Челленджере», для членов её научной команды Хейс устроил приём в своей студии. Однако он не появился на приёме 26 июня 1871 года в Американском географическом обществе, посвящённом отправлению Холла в Арктику.
Книга о Гренландии «Земля запустения» в 1871 году печаталась с продолжением в Harper’s New Monthly Magazine. Современная исследовательница Шейла Найкерсон утверждала, что книга оказалась скучной, что в некотором роде составляло контраст с тем, что он писал и публиковал раньше. Путешествуя в артистической компании, Хейс почти ничего не писал о своих спутниках, зато не пожалел сильных выражений по адресу Ганса Хендрика, с которым повстречался на берегу. Далее Хейс возобновил циклы публичных лекций с целью продвижения своего труда. В декабре 1871 года он выступал в Нью-Бедфорде, причём выступления сопровождались демонстрацией диапозитивов (всего 50 кадров, для демонстрации которых зал затемняли), которые транслировали на 20-футовый (шестиметровый) экран, используя газовую лампу. После успеха в Новой Англии, в феврале 1872 года лекции шли по округам штата Нью-Йорк, например, 24 февраля в Ютике для Хейса арендовали оперный театр, а в Буффало исследователя чествовало местное Естественнонаучное общество. Поскольку правительство США не собиралось более финансировать арктические исследования, Айзек Хейс попытался обратиться к европейским научным обществам и спонсорам. В Британии разошлись два издания книги «Лодочное путешествие», соответственно, успех за океаном побудил руководство Лоуэлловского института нанять Хейса лектором на сезон 1872 года, в рамках которого он провёл 12 выступлений, посвящённых истории арктических исследований. Успех имел продолжение: в апреле 1873 года Хейса пригласили для чтения лекций перед именитыми горожанами Нью-Йорка, который проходил в здании YMCA. После возвращения выживших участников экспедиции Холла в мае 1873 года монополия Айзека Хейса на арктическую тематику в США закончилась, и доходы от выступлений существенно снизились. Впрочем, газета The Herald напечатала интервью с Хейсом, в котором полярник прокомментировал причины неудачи Холла. Хейса пригласили и на собрание Американского географического общества 16 февраля 1874 года, посвящённого судьбе Ч. Холла. Через месяц, на собрании Общества, посвящённого Д. Ливингстону, Хейс напомнил о своём интересе к продолжению полярных исследований.
Не имея возможности привлечь спонсоров для полноценной экспедиции в высокие широты Арктики, Хейс убедил финансиста Сайруса Филда, известного активным покровительством Американскому географическому обществу, оплатить ему путешествие в Исландию, где планировалось празднование 1000-летия основания «республики викингов». Кроме того, Общество могло провести геологические и гляциологические исследования на острове. В итоге Хейса командировали с заданием исследовать ледовые условия около Ньюфаундленда, ледники Южной Гренландии и самой Исландии. Для покрытия личных расходов Хейса устроили корреспондентом
The Herald, а проходить путешествие должно было на 185-тонном промысловом парусно-паровом судне «Альбион», построенном в Шотландии. Командовал им капитан Абрахам Хоулинг. Маршрут в итоге утверждала британская сторона, поэтому «Альбион» с Хейсом на борту должен был отправиться из Эдинбурга на Оркнейские, Шетландские и Фарерские острова, а затем последовать в Исландию. Гренландская часть запланированной поездки была сорвана. Поскольку «Альбион» не был предназначен для пассажирских перевозок, все участники путешествия были наняты как моряки. Несмотря на тяжёлые штормы, Рейкьявика достигли благополучно 28 июля 1874 года, и Хейс охарактеризовал город как «презентабельный и привлекательный». 31 июля на двух военных кораблях на остров прибыл датский король Кристиан IX, и Хейс, как обозреватель, был допущен на встречу горожан с монархом. Собственно, празднование тысячелетия заселения Исландии проходило 2 августа, в воскресенье. Хейс в составе американской официальной делегации представительствовал на официальном королевском банкете. Далее Хейс хотел посетить Тингведлир, для чего ему и его спутникам по телеграмме Филда некий богатый житель Исландии предоставил 30 лошадей. Путешественники увидели вулкан Геклу и наблюдали извержение Большого гейзера.

## Политик (1875—1881)
После возвращения из Исландии Айзек Израэль Хейс обосновался в Нью-Йорке и вошёл в состав неофициальной группы реформаторов, из-за чего принял решение начать политическую карьеру. Ещё с 1856 года он симпатизировал Республиканской партии, когда служил помощником филадельфийского делегата на одном из партийных конвентов. В октябре 1877 года Хейс, однако, не прошёл в списки делегатов, идущих на выборы в Ассамблею штата Нью-Йорк, и начал борьбу за кресло в Ассамблее. 22 октября он выступал на республиканском митинге в одном из клубов Нью-Йорка и был повсеместно поддержан членами партии, и 25 октября приглашён в Линкольн-Клуб отстаивать республиканские интересы. Параллельно он читал лекции о путешествии в Исландию, например, 6 ноября в Куперовском институте. В ноябре 1875 года Айзек Хейс всё-таки избрался от Республиканской партии в Ассамблею штата Нью-Йорк, получив на 1400 голосов избирателей больше, чем ближайший конкурент — Клиффорд Бартлетт, сын главного спонсора нью-йоркской газеты The Sun. К своим обязанностям он приступил в Олбани 4 января 1876 года на совместном заседании обеих партийных фракций Ассамблеи и сразу получил назначение в три комиссии, в том числе путей сообщения. Сессия легислатуры длилась тогда пять месяцев (до 4 мая). Хейс активно продвигал билль о назначении комиссаров-инспекторов речных гаваней на Гудзоне, так как река была сильно загрязнена и застроена с обоих берегов. Одним из спонсоров работы Хейса являлось Американское географическое общество, осуществлявшее картографирование штата Нью-Йорк и составление кадастра. Полная стоимость работ по «абсолютно точной» карте всех земельных владений оценивалась в 6 миллионов долларов. 8 мая 1876 года Хейс внёс законопроект о бюджетном финансировании топографической службы штата Нью-Йорк в сумме 20 000 долларов в год. Комитет из пяти человек нёс ответственность лично перед губернатором, ибо от их работы зависела точная раскладка земельных налогов, межевание и многое иное. В марте А. И. Хейс участвовал в бурных дебатах по вопросам строительства общедоступных лечебниц, расходы по которым превысили полмиллиона долларов. Благодаря ораторским способностям Хейса финансирование здравоохранения было сохранено, что отмечалось и в тогдашней прессе. Очевидно, что вопросы социальной помощи живо волновали депутата Ассамблеи: в апреле Хейс вносил на рассмотрение вопросы об открытии в Нью-Йорке трёх общественных читален, трёх ночлежек для бездомных и дом сестринского ухода под патронажем Сестёр милосердия. Летом 1876 года Республиканская партия активно готовилась к президентским выборам, провела съезд в Индиане, где в течение августа прошло не менее 50 митингов в разных городах, на которых ежедневно выступал и А. Хейс. Осенью 1876 года появились известия о возвращении Британской полярной экспедиции Нэрса, вызвавшие весьма резкие комментарии Хейса. Американец раздражённо заявил, что англичане присвоили проторённую американцами дорогу к Северному полюсу по проливу Смита, ещё больший гнев у него вызвали заявления Нэрса, что Северный полюс недостижим, а открытое полярное море является мифом. 30 октября Айзек Хейс напечатал в New York Herald открытое письмо, в котором в очередной раз заявил, что верит в существовании открытого полярного моря, в сезон 1861 года был близок к его южным берегам, и недоумевает, почему «отлично оснащённая и большая по численности британская команда показала столь ничтожные результаты».
В 1877 году к Хейсу обратился капитан Корпуса связи армии США Генри Хогейт, добившийся пятидесятитысячного гранта Конгресса на проведение «Предварительной полярной экспедиции» (Preliminary Polar Expedition). Ознакомившись с его планом, Хейс в послании от 7 февраля 1877 года отмечал, что он полностью соответствует его собственному проекту, доложенному Географическому обществу штата Нью-Йорк в ноябре 1868 года, и обещал «любое содействие, которое только будет посильным». Хогейт делал ставку на сооружение постоянной базы в проливе Смита, причём в первый год следовало установить контакт с местными эскимосами и развернуть китобойный и зверобойный промысел для самоокупаемости. Второй этап должен был включать исследовательскую программу, одним из возможных претендентов на участие стал лейтенант Адольф Грили. В конечном итоге эти планы так и не осуществились. Во время легислативной сессии 1877 года Хейс активно отстаивал закон о всеобщем школьном обучении, что было совершенно необходимо для адаптации почти 600 тысяч детей недавних мигрантов, переселенцев из других штатов, а также рабочих и фермеров с низкими доходами. Одновременно он вступил в противостояние с лоббистами прокладки эстакады линии метрополитена, что, по словам биографа, «не было путём обретения единомышленников и друзей»: из-за сооружения линии Шестой авеню в сессию 1877 года было подано около 15 законопроектов. Впрочем, он продолжал пользоваться успехом в светских кругах Нью-Йорка, уверенно переизбрался в легислатуру осенью (получив 2489 голосов против 1773 у его соперника), а газетчик Беннетт привлёк полярника для консультирования экспедиции на «Жаннетте». Хейс стал одним из лидеров республиканской фракции в нью-йоркской Ассамблее и 15 апреля 1879 года добился принятия «Туннельного билля» — первого в серии законов, регулирующих строительство туннелей для соединения между собой Нью-Йорка, городов Нью-Джерси и Бруклина.
В 1880 году Айзек Хейс переизбрался на очередной двухлетний срок, сделавшись третьим из самых опытных депутатов Ассамблеи. Хотя губернатором штата был избран республиканец Алонсо Корнелл, Хейс существенно сократил политическую активность, хотя и участвовал в комиссии по проверке учреждений здравоохранения. Во второй половине 1880 года полярник активно сотрудничал с Американским географическим обществом и участвовал в его заседании 28 октября, специально посвящённом Арктике. Сам Хейс выступал по вопросам судьбы экспедиции «Жаннетты», тем более что на заседание пригласили супругу её начальника — Джорджа Де-Лонга. Во время шестой сессии в Ассамблее 1881 года Израэль Хейс был избран в состав комитетов по каналам, здравоохранению, законодательству и взаимодействию с федеральным центром. 9 апреля 1881 года Хейс произнёс речь по вопросу очистки улиц Нью-Йорка, назвав созданный в городе комитет влиятельных граждан (включающий Морриса Джесупа) «бандой», что в газетах оценивалось как политическое самоубийство. Соответственно, сорвалось избрание Хейса в Сенат США (в прессе его называли «обструкционистом»), на чём завершилась его политическая карьера.
Айзек Израэль Хейс почти сразу же переключился на полярные исследования, прочитав серию лекций и опубликовав ряд статей о предполагаемой судьбе «Жаннеты» и готовящейся арктической экспедиции Грили. 25 ноября 1881 года он произнёс актовую речь в Американском географическом обществе, посвящённую водным путям сообщения Нью-Йорка и перспективам их развития в контексте коммерческих интересов города и страны. 5 декабря Хейс прочитал лекцию об исследованиях Арктики в Стейнвей-холле на Восточной 14-й улице. Переживания первой половины года сказались на его здоровье: в ноябре открылись симптомы сердечного заболевания. Во вторник, 13 декабря, Хейс перебрался в дом своего друга майора Фоссита: оба рассчитывали поехать на малую родину Айзека в округ Честер пострелять уток и пообщаться с его родственниками. Около полуночи в пятницу 16 декабря Хейс пробудился от сильной боли за грудиной; поев мясного супа, он вновь заснул. Утром Фоссит вызвал своего врача, обеспокоенный неровным дыханием и внешним видом друга, но им не удалось добудиться до больного. В десять часов утра 17 декабря 1881 года врач констатировал смерть от сердечного приступа. Отец и братья Хейса получили телеграмму на следующий день. В Нью-Йорк приехали брат Эдуард и зять Уильям Бейли (муж сестры Мэри), квартирный хозяин Айзека потребовал заплатить долги по арендной плате, взяв в залог архив, фотографии, мебель и прочее имущество. Хейс не накопил состояния: стипендия депутата Ассамблеи позволяла ездить из Нью-Йорка в Олбани и жить там в отеле, а гонорары за лекции и публикации были нерегулярными. Именно из этих последних Хейс оплачивал свои нужды в Нью-Йорке. Родственники сами находились в затруднительном финансовом положении, им достались только вещи, бывшие на теле Айзека, включая золотые часы с инициалами. Майор Фоссит взял расходы по погребению на себя (тело Айзека сохранялось у него дома во льду); панихида прошла в Честере в доме отца — Бенджамина Хейса — 20 декабря. Присутствовали несколько сот членов квакерской общины, из Нью-Йорка приехали друзья по Конгрессу и Ассамблее, а также секретарь Географического общества Каллум. Тело погребли по квакерскому обычаю на Oakland Friends Burial Ground близ Уэст-Гошена; на памятнике указали имя и даты жизни. Королевское географическое общество почтило память Хейса некрологом.

## Память

### Географические объекты
На канадском острове Элсмир в 1861 году Хейсом в честь экспедиционного корабля был поименован хребет Соединённые Штаты. В честь полярника назван остров Хейса в составе российского архипелага Земля Франца-Иосифа, описанный в 1901 году экспедицией Болдуина — Циглера.

### Историография
Историк Майкл Робинсон (Хартфордский университет) отмечал, что путешествия Илайши Кейна и Айзека Хейса сыграли огромную роль в изменении мотивации общественного мнения западных стран о целях полярных экспедиций. Поиски следов пропавшей экспедиции Франклина наслаивались на миф об открытом полярном море, позволявшем достигнуть Северного полюса. После 1860-х годов исследователи, выстраивая стратегию поиска средств на путешествие, оказались перед выбором и адаптировали свои подходы для интеллектуальной элиты и широких читающих масс. Илайша Кейн оказался едва ли не единственным американским полярником, который совместил миссии «науки и гуманности»; Айзек Израэль Хейс обращался к научным институтам и профессиональной аудитории, выстраивая свой имидж по лекалам Кейна, пользуясь его маршрутом и позиционируя свои цели как завершение его работ. В пользу Хейса работало то, что он принадлежал к тому же социальному слою, что и И. Кейн, имел те же связи и мог рассчитывать на поддержку в условиях уже созданного интереса в научных кругах, в том числе в Ассоциации развития науки и Американском географическом обществе, а далее он получил признание в других влиятельных институтах, которые могли передать ему часть своих бюджетов. Немаловажную роль в работах Хейса сыграли масонские ложи, которые ранее поддерживали Кейна. М. Робинсон подчёркивал, что единственной проблемой Хейса стало то, что ему не удалось «найти достойной замены Франклину». Неизвестность судьбы английского мореплавателя в течение пятнадцати лет являлась движущей силой всех арктических экспедиций, организованных в Великобритании и США. Поиски Франклина полностью соответствовали сюжетам романтической литературы XIX века, включая элементы смертельной опасности, морального долга и политического соперничества. Это закрывало для Хейса возможность апеллировать к широким народным массам, так как научная миссия была в этом контексте совершенно непонятной и даже несущественной («Арктика выступала как театральные подмостки, а спасательная экспедиция как непременное условие для разыгрываемой драмы»). В этом контексте стали использоваться религиозные мотивы: Арктика становилась ареной мученичества во имя науки, а Хейс позиционировался как своего рода пилигрим или рыцарь-крестоносец.
Майкл Робинсон писал, что скромные результаты экспедиции Хейса 1860—1861 годов были бы приняты холодно даже при самой благоприятной обстановке, однако исследователь вернулся в разгар гражданской войны в США. Гражданская война перечеркнула многие проекты мирного времени и особенно неблагоприятно сказалась на перспективах американских полярных исследований. Напротив, Британское адмиралтейство почти полвека активно развивало полярные путешествия силами военно-морского флота, так как арктические плавания служили «эрзац-войной», способствовали развитию технологий и карьерному росту флотских офицеров. В Америке в обстановке борьбы Севера и Юга апелляции к подвигам «современных викингов» и описания их страданий в борьбе с природными стихиями оказывались неактуальными. Хейс неверно оценил запросы потенциальных читателей отчёта о его экспедиции и удостоился упрёков в банальности и сентиментальности. Однако поддерживаемая им гипотеза открытого полярного моря породила многолетнюю дискуссию в среде географов и полярников и позволила продолжить исследовательскую деятельность; путешественник по-прежнему обращался к членам Американского географического общества. В конечном итоге он «проиграл» конкуренцию Чарльзу Холлу и был позабыт. Высказывалось также мнение, что Хейс сознательно преувеличивал свои достижения, что стало причиной замалчивания со стороны его бывших спонсоров. Астроном и историк-ревизионист Деннис Ролинс, основываясь на новых архивных публикациях и открытиях 1960-х годов, проводил параллели между методами поиска покровителей и преувеличения собственных успехов, практикуемых Хейсом и Робертом Пири, но его мало интересовала биография Айзека Израэля Хейса. Писатель-популяризатор Фергус Флеминг (юрист по образованию, племянник Яна Флеминга) в книге об истории достижения Северного полюса, изданной в 2001 году, подавал факт сознательной фальсификации Хейсом достигнутой им самой северной точки как данность.
Биографический очерк Айзека Израэля Хейса опубликовал в виде некролога в 1881 году Джордж Каллум, подчёркивая, что ранняя смерть лишила географию «одного из светочей». На долгие годы стандартной биографией стала статья адмирала Грили из «Словаря американских биографий». Первая монографическая биография Хейса была выпущена в 2009 году Дугласом Уомсли в серии «Трудов Американского философского общества». Книга получила высокие оценки рецензентов, ибо «закрывала вопиющий пробел» в арктической историографии. При всей фундированности монографии источниками, порицания удостоилось малое внимание, которое Д. Уомсли уделил оценке и анализу публикаций самого А. Хейса. Рецензент Хэл Фогель (Университет Роуэна) также отмечал длительное отсутствие полноценной биографии Хейса, что контрастировало с его прижизненной известностью, а также очень высокое качество проведённого исследования. Похвалы удостоились и издатели, вообще редко вкладывающие средства в большие тома, «которые никогда не попадут в списки бестселлеров Amazon» (хотя стиль книги назван легкочитаемым). Особо отмечено оформление и уместный иллюстративный ряд. «Доктору А. И. Хейсу никто не посвящал биографию, хотя он её заслуживал. Теперь появилась именно та [книга], которая заслуживает своего места среди лучших образцов литературы о полярниках».